# Campeonato Sul-Americano de Atletismo Juvenil de 1984
O Campeonato Sul-Americano de Atletismo Juvenil de 1984 foi a 7ª edição da competição de atletismo organizada pela CONSUDATLE, para atletas com até 17 anos, classificados como juvenil. O evento foi realizado na cidade de Tarija, na Bolívia, entre 13 e 16 de setembro de 1984. Contou com a presença de aproximadamente 136 atletas de sete nacionalidades distribuídos em 34 provas.

## Medalhistas
Esses foram os resultados do campeonato. Resultados completos podem ser encontrados no site "World Junior Athletics History". 

### Masculino
| Evento                      | Ouro                                                                                      | Ouro    | Prata                                                                              | Prata   | Bronze                                                                        | Bronze  |
| --------------------------- | ----------------------------------------------------------------------------------------- | ------- | ---------------------------------------------------------------------------------- | ------- | ----------------------------------------------------------------------------- | ------- |
| 100 metros                  | Luís Mattos (BRA)                                                                         | 11.0A   | Marcelo Ducart (ARG)                                                               | 11.1A   | Miguel Huamán (PER)                                                           | 11.2A   |
| 200 metros                  | Luís Mattos (BRA)                                                                         | 22.8A   | Miguel Huamán (PER)                                                                | 23.2A   | Claudio Galdos (PER)                                                          | 23.3A   |
| 400 metros                  | Arovaldo Silva (BRA)                                                                      | 51.0A   | Antônio de Oliveira (BRA)                                                          | 52.7A   | Héctor Villarraga (COL)                                                       | 53.7A   |
| 800 metros                  | Antônio de Oliveira (BRA)                                                                 | 2:02.1A | Vital Santo (BRA)                                                                  | 2:02.6A | Javier Ferrario (ARG)                                                         | 2:03.5A |
| 1 500 metros                | Clodoaldo do Carmo (BRA)                                                                  | 4:10.0A | Vital Santo (BRA)                                                                  | 4:10.1A | Juan José Castillo (PER)                                                      | 4:20.0A |
| 3 000 metros                | Clodoaldo do Carmo (BRA)                                                                  | 9:00.1A | Alexandre César (BRA)                                                              | 9:19.8A | Juan José Castillo (PER)                                                      | 9:19.9A |
| 110 metros barreiras        | Marcelo Ducart (ARG)                                                                      | 14.4A   | Javier del Río (PER)                                                               | 15.7A   | Luis de la Cruz (PER)                                                         | 15.8A   |
| 300 metros barreiras        | Alexandre da Silva (BRA)                                                                  | 40.8A   | Ariel Pintos (ARG)                                                                 | 41.6A   | Eduardo Lloret (PAR)                                                          | 41.9A   |
| 1.500 metros com obstáculos | Clodoaldo do Carmo (BRA)                                                                  | 4:25.2A | Vital Santo (BRA)                                                                  | 4:33.2A | Fuad Ramos (BOL)                                                              | 4:50.4A |
| 4×100 metros estafetas      | Peru · Eduardo Núñez · Javier Narduce · Claudio Galdos · Miguel Huamán                    | 44.1A   | Argentina · Alejandro Ordinas · Fernando Oliva · Leonardo Tellado · Marcelo Ducart | 45.4A   | Paraguai · Juan Wasmosy · Humberto Sarubbi · Eduardo Lloret · Pablo Papalardo | 45.5A   |
| 4×400 metros estafetas      | Brasil · Adilson Sabatini · Alexandre da Silva · Antônio de Oliveira · Clodoaldo do Carmo | 3:31.7A | Peru                                                                               | 3:38.2A | Argentina                                                                     | 3:39.1A |
| Salto em altura             | Humberto Sarubbi (PAR)                                                                    | 1.95A   | Aníbal Folmer (ARG)                                                                | 1.86A   | Jorge Oliveira (BRA)                                                          | 1.80A   |
| Salto com vara              | Martín Bossio (ARG)                                                                       | 3.60A   | Orestes Menegas (BRA)                                                              | 3.50A   |                                                                               |         |
| Salto em comprimento        | Paulo de Oliveira (BRA)                                                                   | 6.66A   | Marcelo Ducart (ARG)                                                               | 6.58A   | Erwin Arteaga (BOL)                                                           | 6.42A   |
| Salto triplo                | Caio Rocha (BRA)                                                                          | 14.14A  | Ricardo Valiente (PER)                                                             | 13.69A  | Luis Mércuri (ARG)                                                            | 13.59A  |
| Arremesso de peso           | Raúl Folmer (ARG)                                                                         | 15.78A  | Ricardo Romero (ARG)                                                               | 14.97A  | Gustavo Barreto (BRA)                                                         | 13.52A  |
| Lançamento de disco         | Ricardo Romero (ARG)                                                                      | 46.78A  | Raúl Folmer (ARG)                                                                  | 41.44A  | Cristiano Corone (BRA)                                                        | 40.40A  |
| Lançamento do martelo       | Adrián Marzo (ARG)                                                                        | 59.14A  | Raúl Folmer (ARG)                                                                  | 53.72A  | Marcelo Bordin (BRA)                                                          | 42.00A  |
| Lançamento do dardo         | Orion Bittencourt (BRA)                                                                   | 50.40A  | Martín Bossio (ARG)                                                                | 48.72A  | Ricardo Valiente (PER)                                                        | 44.06A  |
| Hexatlo                     | Orion Bittencourt (BRA)                                                                   | 3713A   | Gabriel Quintás (ARG)                                                              | 3392A   | Ricardo Valiente (PER)                                                        | 3366A   |

### Feminino
| Evento                 | Ouro                                                                     | Ouro    | Prata                                                                                | Prata   | Bronze                                                                  | Bronze  |
| ---------------------- | ------------------------------------------------------------------------ | ------- | ------------------------------------------------------------------------------------ | ------- | ----------------------------------------------------------------------- | ------- |
| 100 metros             | Nancy Chemini (ARG)                                                      | 12.6A   | Rosana Viasco (URU)                                                                  | 12.7A   | Rita Gomes (BRA)                                                        | 12.9A   |
| 200 metros             | Jupira da Graça (BRA)                                                    | 25.7A   | Virginia Guerra (URU)                                                                | 26.5A   | Rita Gomes (BRA)                                                        | 26.5A   |
| 400 metros             | Jupira da Graça (BRA)                                                    | 57.1A   | Ana Verissimo (BRA)                                                                  | 57.8A   | Susana Quintana (PER)                                                   | 60.0A   |
| 800 metros             | Ana Verissimo (BRA)                                                      | 2:19.8A | Luiza do Nascimento (BRA)                                                            | 2:20.3A | Niusha Mansilla (BOL)                                                   | 2:24.8A |
| 1 500 metros           | Martha Palomino (PER)                                                    | 4:55.1A | Luiza do Nascimento (BRA)                                                            | 4:56.6A | Roxana Coronatti (ARG)                                                  | 4:59.1A |
| 100 metros barreiras   | Clarice Kuhn (BRA)                                                       | 15.2A   | Roberta Fernandes (BRA)                                                              | 15.3A   | Virginia Arriola (PAR)                                                  | 15.5A   |
| 4×100 metros estafetas | Brasil · Clarice Kuhn · Jupira da Graça · Roberta Fernandes · Rita Gomes | 49.9A   | Argentina · Graciela Guglielmo · Andrea Ávila · Carolina Schlossberg · Nancy Chemini | 50.9A   | Peru · Malú Croussilat · M. Bonilla · Liliana Pereira · Susana Quintana | 51.7A   |
| 4×400 metros estafetas | Brasil                                                                   | 4:03.3A | Argentina                                                                            | 4:15.3A | Peru                                                                    | 4:20.5A |
| Salto em altura        | Clarice Kuhn (BRA)                                                       | 1.63A   | Elena Junges (ARG)                                                                   | 1.63A   | Ursula Karl (PER)                                                       | 1.55A   |
| Salto em comprimento   | Mónica Falcioni (URU)                                                    | 5.54A   | Roberta Fernandes (BRA)                                                              | 5.32A   | Maritza Macogno (ARG)                                                   | 5.27A   |
| Arremesso de peso      | Ana Viglione (ARG)                                                       | 10.84A  | Elvira Yufra (PER)                                                                   | 10.24A  | María Grimaldi (ARG)                                                    | 10.17A  |
| Lançamento de disco    | Cristiane Meher (BRA)                                                    | 37.26A  | Elvira Yufra (PER)                                                                   | 34.00A  | María Gamboa (ARG)                                                      | 31.86A  |
| Lançamento do dardo    | María Gamboa (ARG)                                                       | 35.64A  | Zorobabelia Córdoba (COL)                                                            | 34.36A  | Alexandra Dumas (BRA)                                                   | 28.86A  |
| Pentatlo               | Alexandra Dumas (BRA)                                                    | 3086A   | Ana Keutman (BRA)                                                                    | 2985A   | Adriana Giménez (ARG)                                                   | 2959A   |

## Quadro de medalhas (não oficial)
| Ordem | País      | Medalha de ouro | Medalha de prata | Medalha de bronze | Total |
| ----- | --------- | --------------- | ---------------- | ----------------- | ----- |
| 1     | Brasil    | 22              | 12               | 7                 | 41    |
| 2     | Argentina | 8               | 13               | 8                 | 29    |
| 3     | Peru      | 2               | 6                | 11                | 19    |
| 4     | Uruguai   | 1               | 2                | 0                 | 3     |
| 5     | Paraguai  | 1               | 0                | 3                 | 4     |
| 6     | Colômbia  | 0               | 1                | 1                 | 2     |
| 7     | Bolívia   | 0               | 0                | 3                 | 3     |

## Participantes (não oficial)
Uma contagem não oficial produziu o número de 136 atletas de 7 nacionalidades. Lista detalhada dos resultados podem ser encontradas no site "World Junior Athletics History" 
| - Argentina (39) - Bolívia (22) - Brasil (28) | - Colômbia (5) - Paraguai (18) | - Peru (21) - Uruguai (3) |